# Izrek o tetivah
Izrèk o tetívah je v geometriji poseben primer izreka o potenci točke. Če je T točka znotraj krožnice, AB in CD pa tetivi, ki se sekata v T, velja:
{\displaystyle {\overline {AT}}\cdot {\overline {TB}}={\overline {CT}}\cdot {\overline {TD}},}
oziroma:
{\displaystyle {{\overline {AT}} \over {\overline {CT}}}={{\overline {TD}} \over {\overline {TB}}}.}
Potenca točke T glede na krožnico s središčem v S in polmerom r je določena z:
{\displaystyle {\overline {AT}}\cdot {\overline {TB}}=\left|({\overline {TS}})^{2}-r^{2}\right|.}
Zato imajo točke znotraj krožnice negativno potenco, točke zunaj krožnice pozitivno in točke na krožnici potenco 0. Vrednost zmnožka {\displaystyle {\overline {AT}}\cdot {\overline {TB}}} v izreku o tetivah je glede na potenco točke negativna. Vrednost potence točke {\displaystyle {\overline {AT}}\cdot {\overline {TB}}} je vedno enaka za poljuben par tetiv skozi dano točko T.
Tudi izrek o sečnicah in izrek o dotikalnici sta posebna primera izreka o potenci točke.